# Devin Booker
Devin Armani Booker (Grand Rapids, 30 ottobre 1996) è un cestista statunitense, di ruolo guardia, professionista nella NBA con i Phoenix Suns.

## Biografia
Devin Booker nasce a Grand Rapids, nel Michigan. Suo padre Melvin Booker è un ex playmaker afroamericano con un passato in Italia avendo giocato più di tre stagioni a Pesaro e due a Milano, nominato Big Eight Conference Player of the Year 1994 mentre era playmaker ai Missouri Tigers. La madre, Veronica Gutiérrez, cosmetologa, è di origini messicane 
 e portoricane. I due si sono conosciuti mentre Melvin giocava per i Grand Rapids Hoops della Continental Basketball Association, città natale di Veronica.
All'età di 12 anni, mentre era in visita a Milano, dove andava ogni estate per visitare il padre, giocò uno contro uno con Danilo Gallinari, allora compagno di squadra di suo padre all'Olimpia Milano. A Booker è stato insegnato da suo padre che "avere un QI nel basket era importante tanto quanto l'atletismo naturale". Durante il periodo delle scuole medie, Booker divenne amico dei futuri compagni giocatori della NBA D'Angelo Russell e Tyler Ulis.

## Carriera

### Scuola superiore

#### Anno Sophomore
Dopo aver giocato per le squadre matricola, junior varsity e varsity basket durante il suo anno da matricola alla Grandville High School nel Michigan, Booker si è trasferito nel Mississippi per vivere con suo padre dopo il ritiro di quest'ultimo dal basket professionistico. Si è iscritto alla Moss Point High School, dove suo padre è stato assunto come assistente allenatore, nell'agosto 2011. Nella quinta partita della stagione della sua squadra, una sconfitta per 52–32 contro la Gulfport High School, Booker ha segnato più punti (17) rispetto al resto dei suoi compagni di squadra messi insieme (15). A dicembre, ha segnato allo scadere del Buzzer beater da poco oltre metà campo per battere la Harrison Central High School, migliorando il record di Moss Point a 4–6 nell'anno. All'inizio di gennaio, il giornalista sportivo Press-Register Creg Stephenson ha affermato: "La guardia del secondo anno Devin Booker è diventata uno dei migliori giocatori della costa nella sua prima stagione con il college dei [Moss Point] Tigers, con una media di 22,7 punti a partita".
Nella Laurel MLK Shootout, Booker ha segnato 54 punti contro la Northeast Jones High School, perdendo nove punti rispetto al record di Moss Point di Litterial Green per il maggior numero di punti in una partita, stabilito nel 1988. Ha seguito quella prestazione con 32 punti, inclusa una tripla vincente, contro la Murrah High School ed è stato nominato giocatore del sud-est della settimana da ESPNHS.com. A quel tempo, suo padre disse ai giornalisti che Booker stava attirando interesse dallo stato del Mississippi, da Ole Miss, dalla Florida, dall'Alabama, da Georgetown, dal Michigan e dal Missouri.
Booker è stato limitato a soli 14 punti, senza field goal realizzati nel secondo tempo, nella vittoria per 57–55 sulla Gautier High School nel turno di apertura del torneo Division 7-5A. Nella partita di campionato contro la Pascagoula High School, Booker è stato costretto a segnare a una cifra (8) solo per la seconda volta nella stagione mentre Moss Point ha perso 48–32, organizzando una partita in trasferta con il campione statale in carica Wayne County High School in il primo turno dei playoff del South State. Wayne County ha concentrato la propria difesa su Booker, costringendolo a un unico tiro libero nel primo quarto, verso una vittoria per 57–37 che ha posto fine alla stagione di Moss Point. Per l'anno, Booker ha segnato una media di 22,8 punti a partita ed è stato nominato Giocatore dell'anno del Mississippi del Sud dal Sun Herald, diventando solo il secondo studente del secondo anno a ricevere l'onore. Nell'annuncio, il giornale riportava che Booker aveva offerte di borse di studio da Ole Miss, Alabama, Georgetown, Michigan e South Alabama.
Nell'estate successiva al suo secondo anno, Booker ha giocato nella Nike Elite Youth Basketball League e ha partecipato all'Elite 100 Camp, al LeBron James King's Academy Camp e al Kevin Durant Nike Skills Camp. Questi impegni gli hanno fatto perdere la prima edizione del South Mississippi All-Star Basketball Showcase a maggio.

#### Anno Junior
Con la maggior parte dei giocatori esperti di Moss Point diplomati, Booker passò al playmaker durante il suo anno da junior. In una partita di inizio dicembre, Booker ha superato l'intera squadra della Ocean Springs High School per 40–39 su tre quarti in rotta verso un finale di 48 punti mentre Moss Point ha vinto 100–55. Ha seguito questa prestazione con un'uscita da 30 punti, di cui 7 da tre punti, vincendo per 54-37 sulla Laurel High School nel secondo Melvin Booker Shootout annuale, chiamato in onore di suo padre. La settimana successiva, Booker lasciò una partita contro la Harrison Central High School nel terzo quarto con una distorsione al legamento crociato anteriore; aveva segnato solo 9 punti, ma ha preso 7 rimbalzi.
L'infortunio di Booker si è rivelato minore e non lo ha ostacolato nella partita successiva di Moss Point, dove ha segnato 26 punti in una sconfitta per 52-48 contro la Davidson High School nel Jackie Laird Christmas Classic alla Biloxi High School. Nel secondo giorno del Classic, Booker ha segnato un record stagionale di 49 punti in una vittoria per 80-65 sulla Brewbaker Technology Magnet High School, una prestazione che ha aggiunto Duke all'elenco delle scuole che lo hanno reclutato. All'inizio di gennaio, Moss Point è andato 1–2 nello scontro di Poplar Bluff a Poplar Bluff, Missouri, sconfiggendo la Kirby High School di Memphis ma perdendo contro la Maplewood Richmond Heights High School e ospitando la Poplar Bluff High School. I fan dell'Università del Missouri hanno partecipato in massa per tifare per Booker, che ha segnato una media di 30,2 punti nelle tre partite di Moss Point, sperando di invogliarlo a giocare per i Tigers.
Booker ha segnato un record di 32 punti in una sconfitta per 58-56 contro la Gulfport High School, la squadra in cima alla classifica del Mississippi, nell'ultima partita di Moss Point prima della partita in divisione, portando il record della squadra a 6-11. Moss Point è andato 3–3 nella Division 7-5A, terminando la stagione divisionale con una vittoria per 51–40 sulla Gautier High School. Booker, che ha lottato con il suo tiro da fuori a causa di una fasciatura al polso destro infortunato, ha effettuato tutti i 17 tiri liberi nel percorso verso un record di 30 punti nella vittoria. Moss Point ha chiuso la stagione regolare con una sconfitta per 67-65 contro la campionessa della Division 5-6A Hattiesburg High School, nonostante i 43 punti di Booker.
La settimana successiva, Moss Point affrontò una rivincita con Gautier nel primo turno del torneo Division 7-5A con in palio un posto nel torneo statale. Moss Point è caduto 54–51 ai doppi tempi supplementari, concludendo la stagione della squadra sul 12–16. Booker ha segnato 35 punti nella sconfitta, inclusi 17 tiri liberi. Durante l'anno, ha segnato una media di 29,7 punti, otto rimbalzi e quattro assist a partita, con una media di 3,81 punti. È stato nominato nella squadra All-Division della Division 7-5A ed è stato l'MVP della divisione. A marzo è stato nominato Giocatore dell'anno del Mississippi Gatorade per il 2013 e ad aprile è diventato il secondo giocatore in assoluto a vincere il premio Sun Herald Player of the Year in stagioni consecutive.
Entro la fine della stagione di Moss Point, Booker ricevette offerte di borse di studio da Duke, North Carolina, Florida, Michigan, Michigan State, Missouri e Mississippi State. Rivals.com lo ha classificato come un potenziale cliente a quattro stelle e il 30esimo miglior giocatore in assoluto nella classe del 2014; ESPN lo ha classificato come il 18° miglior giocatore in assoluto. L'analista di reclutamento Evan Daniels ha definito Booker "uno dei migliori tiratori" del paese. Ad aprile, Booker iniziò a giocare per l'Alabama Challenge nel circuito Nike Elite Youth Basketball League. Dopo aver visto Booker giocare per la prima volta nel fine settimana di apertura del campionato, l'allenatore del Kentucky John Calipari gli offrì una borsa di studio. All'evento All-Star del South Mississippi di maggio, Booker ha segnato 23 punti guidando la sua squadra dell'Est sulla squadra dell'Ovest per 101–70 nella partita underclassman.

#### Anno Senior
Durante l'estate del 2013, Booker ha partecipato alla Kevin Durant Skills Academy, alla LeBron James Skills Academy, al CP3 Elite Guard Camp e al Top 100 camp della National Basketball Players Association (NBPA). I suoi compagni partecipanti al campo NBPA lo hanno votato per la squadra all-star di 10 uomini del campo. Booker ha anche partecipato contro la concorrenza internazionale al Nike Global Challenge. Alla vetrina Under Armour Elite 24, ha vinto la gara di tiro da tre punti. Nell'agosto 2013, Booker ha ristretto la sua lista di potenziali scelte universitarie a Florida, Missouri, Michigan, Michigan State e Kentucky. Ha effettuato una visita ufficiale all'Università del Kentucky nel fine settimana del 9 settembre per assistere a una partita di esibizione degli ex alunni; Hanno partecipato anche altri potenziali clienti del 2014, Jahlil Okafor e Tyler Ulis.
Verso l'inizio di ottobre, il suo allenatore del liceo ha detto che Booker avrebbe annunciato la sua scelta per il college il 31 ottobre dopo aver effettuato visite ufficiali in Michigan e Missouri; affermò anche che Booker non stava più prendendo in considerazione la Florida. Booker ha dichiarato che ESPN gli aveva offerto la possibilità di fare il suo annuncio in diretta televisiva, ma ha rifiutato, dicendo che non voleva la pressione di un evento del genere e che voleva mantenere la data flessibile per consentire alla sua famiglia del Michigan di partecipare. Durante una cerimonia tenutasi il 31 ottobre nella palestra del liceo, Booker annunciò di aver scelto il Kentucky, citando la storia del programma e la sua affinità con l'allenatore John Calipari come fattori principali nella sua decisione. Lui, Tyler Ulis, Karl-Anthony Towns e Trey Lyles hanno firmato tutti le National Letters of Intent per giocare per il Kentucky il 13 novembre, il primo giorno del periodo ufficiale di firma.

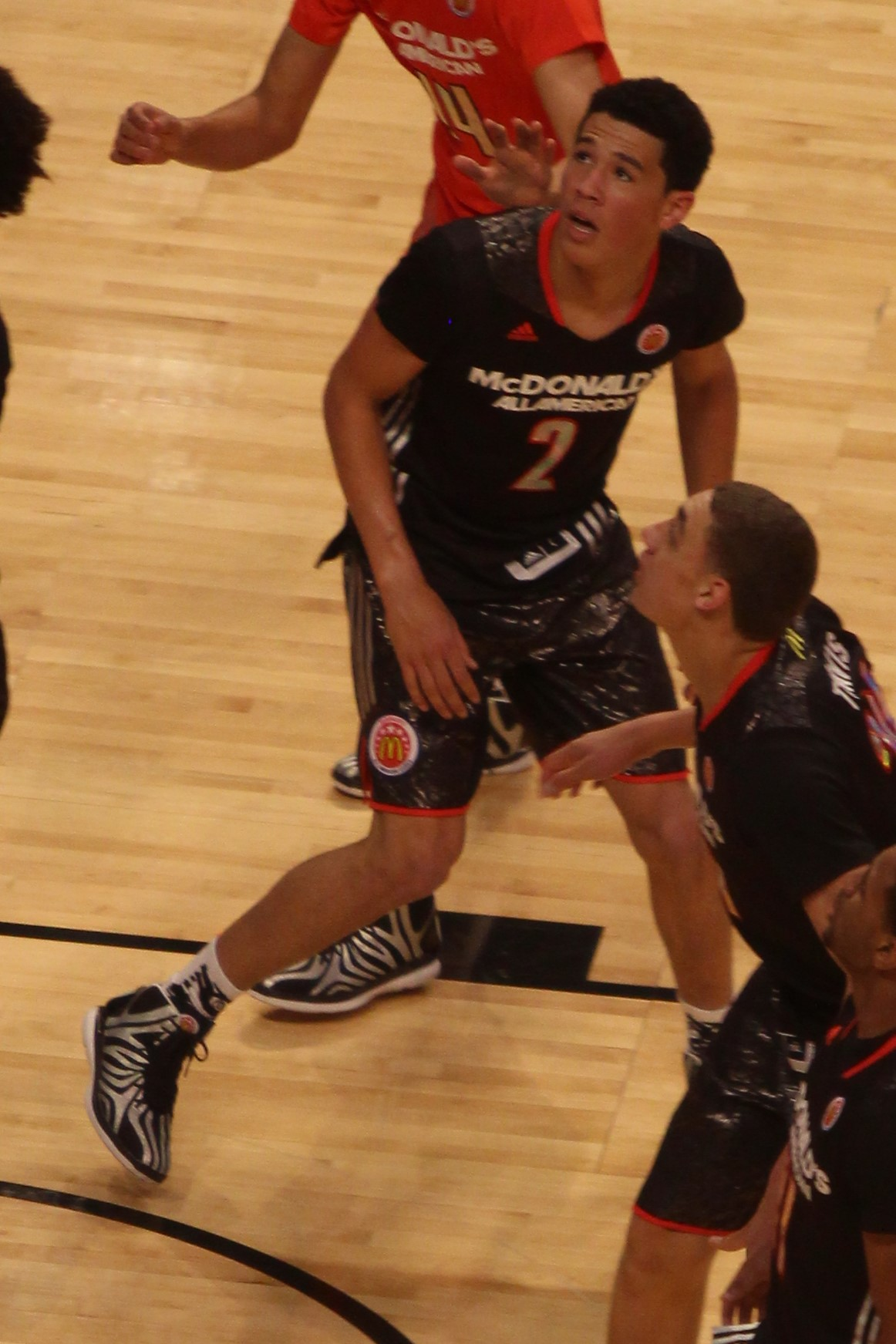
Booker durante il McDonald's All-American Boys Game 2014

A dicembre, la squadra di Booker al Moss Point si è recata al Marshall County Hoop Fest nella contea di Marshall, nel Kentucky, per giocare contro la Ballard High School di Louisville, la squadra delle scuole superiori più apprezzata dello stato. Booker ha guidato la sua squadra in punti (40), rimbalzi (9) e assist (2) tirando al 50% dal campo e 20 su 24 dalla linea di tiro libero, ma la sua squadra ha perso la partita. Due partite dopo, ha segnato il record stagionale di 45 punti in una sconfitta per 78-67 contro la McGill-Toolen Catholic High School dell'Alabama nel Melvin Booker Shootout. Sebbene Moss Point abbia perso tutte e tre le partite giocate all'HighSchoolOT.com Invitational di fine dicembre, i 111 punti totali di Booker in quelle tre partite sono stati solo quattro al di sotto del record di Donald Williams del 1991 per l'evento.
La prestazione da 38 punti di Booker nella vittoria del 31 gennaio contro la Pass Christian High School lo ha reso il leader di tutti i tempi della carriera di Moss Point con 2.263 punti, superando il punteggio di 2.251 del 2006 stabilito da David Booker (nessuna relazione). Moss Point ha vinto la stagione regolare e i campionati dei tornei della regione 8-4A del Mississippi prima di terminare la stagione con una sconfitta per 61-56 contro la McComb High School nelle finali della Classe 4A del South State. Booker ha segnato 42 punti nella sconfitta, di cui 26 nel quarto quarto. Ha segnato una media di 30,9 punti a partita nella sua stagione da senior e ha concluso i suoi tre anni di carriera al Moss Point con 2.518 punti. Dopo la stagione, è stato nominato nella terza squadra di USA Today All-USA.
Nell'Alabama-Mississippi All-Star Game del 2014, Booker ha totalizzato 31 punti ed è stato nominato MVP della squadra del Mississippi, ma la sua squadra ha perso contro la squadra dell'Alabama 90-83. I 31 punti di Booker hanno pareggiato la prestazione di Othella Harrington del 1992 per il maggior numero di punti mai segnati da un giocatore del Mississippi nell'evento. Booker si è unito ai futuri compagni di squadra del Kentucky Ulis e Lyles nella squadra dell'Ovest nel McDonald's All-American Game del 2014, mentre Towns si è preparato per l'Est. Ha segnato un canestro da tre punti in ogni tempo e ha concluso con 8 punti mentre l'Ovest ha vinto 105–102. A marzo, tutti e quattro furono selezionati per il Jordan Brand Classic, con Booker e Ulis nella squadra dell'Ovest e Towns e Lyles che giocavano per l'Est. A maggio, Booker ha partecipato all'All-Star Basketball Showcase del South Mississippi guidando la squadra di casa con 43 punti, inclusa una tripla che ha mandato la partita ai tempi supplementari, in una vittoria per 114-106 contro la squadra in trasferta. È stato nominato MVP del gioco.

### College

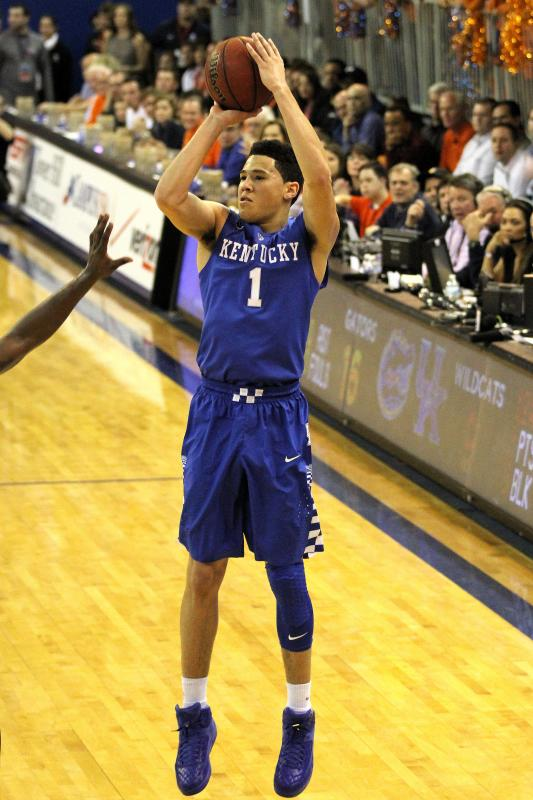
Booker nel 2015 con la casacca dei Wildcats

Dopo una sola stagione in NCAA con i Kentucky Wildcats (chiusa con 10 punti di media) viene scelto alla tredicesima chiamata del draft NBA 2015 dai Phoenix Suns.

### NBA

#### Phoenix Suns (2015-presente)
Booker fa il suo esordio in NBA il 28 ottobre 2015 contro i Dallas Mavericks segnando 14 punti.
Il 19 gennaio segna 32 punti contro gli Indiana Pacers diventando il terzo giocatore più giovane nella NBA a segnare almeno trenta punti in una partita (gli altri due giocatori sono LeBron James e Kevin Durant). Il 10 marzo del 2016 segna 35 punti contro i Denver Nuggets, migliorando così il suo record personale da rookie. Finisce la sua prima stagione con 13,7 punti per partita, aggiudicandosi una posizione nell'NBA All-Rookie First Team.

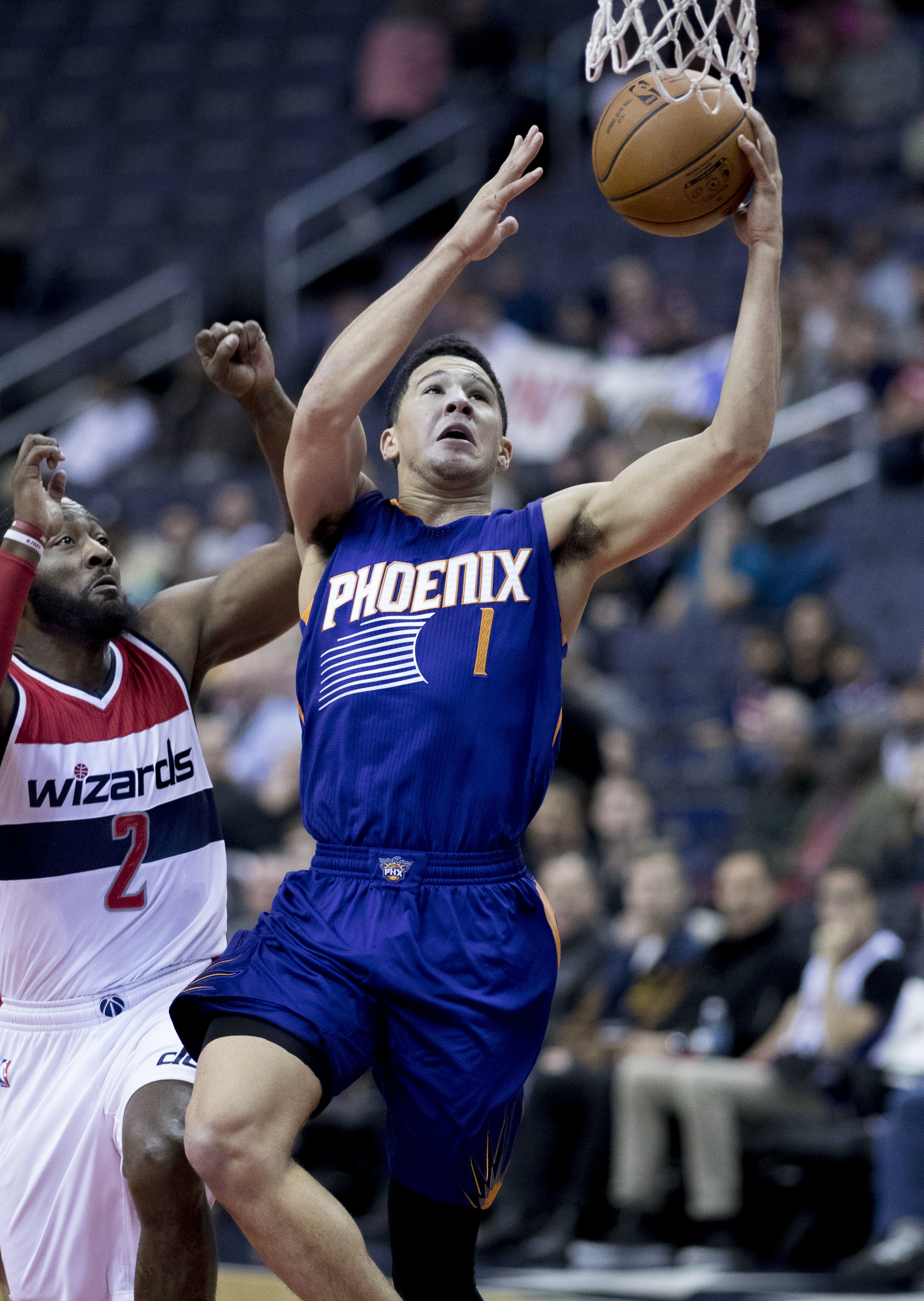
Booker durante un layup con i Phoenix Suns nel 2016

Il 4 e il 6 novembre 2016 segna 38 e 39 punti (rispettivamente contro i New Orleans Pelicans e i Los Angeles Lakers) diventando il primo giocatore dei Suns a segnare almeno 38 punti in due partite consecutive dopo Tom Chambers.
Il 24 marzo 2017, nella sconfitta 130-120 contro i Boston Celtics, mette a segno 70 punti – undicesima miglior prestazione offensiva nella storia della lega –, divenendo il più giovane cestista a realizzarne almeno 60 in una partita NBA. Chiude la sua seconda stagione in NBA con 22,1 punti, 3,2 rimbalzi e 3,4 assist di media a partita.
Nella stagione 2017-18 segna un season-high di 46 punti nella vittoria ottenuta in casa dei Philadelphia 76ers e diventa il terzo giocatore più giovane a raggiungere quota 4.000 punti segnati (dopo LeBron James e Kevin Durant).
Il 18 febbraio 2018 vince la NBA Three-point Shootout in finale contro Klay Thompson e Tobias Harris, segnando anche il record di 28 punti realizzati.
Chiude la terza stagione in NBA con 24,9 punti, 4,5 rimbalzi e 4,7 assist di media a partita. Nei due anni seguenti, invece, realizza in entrambi i casi 26,6 punti di media
Nel corso dell'annata 2018-19, tra il 25 marzo quando segna 59 punti agli Utah Jazz e il 27 marzo quando ne segna 50 ai Washington Wizards, diventa il più giovane giocatore NBA a realizzare almeno 50 punti in due partite consecutive, prestazioni che prima di quel momento erano state messe a segno solo da Michael Jordan, Kobe Bryant, Allen Iverson, James Harden, Bernard King e Antawn Jamison.
Oltre a ciò, in occasione della sconfitta del 30 marzo contro i Memphis Grizzlies, è il primo giocatore dei Suns dopo Kevin Johnson a chiudere una partita con più di 45 punti e allo stesso tempo anche almeno 10 assist all'attivo. Le sue medie a fine anno sono di 26,6 punti, 4,1 rimbalzi e 6,8 assist a gara.
Durante la stagione seguente, dal 27 dicembre 2019 al 7 gennaio 2020 segna oltre 30 punti in sette partite consecutive. Il 28 gennaio, Booker diviene il quarto giocatore più giovane a raggiungere i 7.000 punti in carriera, dietro solo a LeBron James, Kevin Durant e Carmelo Anthony. Ottiene anche la sua prima partecipazione all'NBA All-Star Weekend. Anche in questa edizione del torneo chiude con 26,6 punti realizzati, oltre a 4,2 assist e 6,5 rimbalzi.

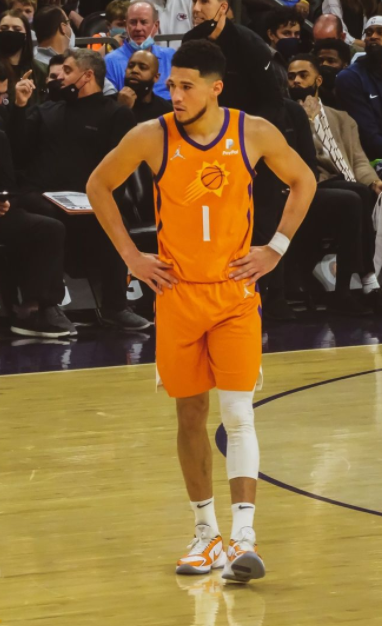
Booker nel 2022 con la casacca dei Phoenix Suns

Booker viene nominato per l'All Star Game anche nel 2020-21, così come il compagno di squadra Chris Paul. Il duo, insieme a Deandre Ayton e al resto della rosa, contribuisce a centrare una qualificazione ai play-off che ai Suns mancava dal 2010. Il 3 giugno, in gara 6 sui Los Angeles Lakers, Booker mette a segno 47 punti e 11 rimbalzi, guidando così la squadra sul 4-2 nella serie con conseguente passaggio del turno. In gara 4 delle semifinali di conference contro i Denver Nuggets firma invece una prestazione da 34 punti e 11 rimbalzi che chiude la serie sul 4-0. In gara 1 delle finali della Western Conference contro i Los Angeles Clippers mette a segno una prima tripla doppia da 40 punti (frutto di un 15/29 al tiro) più 13 rimbalzi e 11 assist: l'ultimo giocatore dei Suns a stabilire una tripla doppia nei play-off era stato Steve Nash nel 2005.

## Vita privata
Il nonno materno di Booker è messicano. Nel 2020, Booker è stato nominato ambasciatore globale alle Special Olympics per il suo sostegno alla sua sorellastra più giovane affetta da sindrome da microdelezione, una malattia cromosomica genetica.
Cresciuto nel Michigan, Booker è un appassionato di sport di Detroit e spesso indossa abiti dei Detroit Red Wings e dei Detroit Lions.
Booker ha la sua fondazione di beneficenza chiamata Starting Five, che concede a cinque organizzazioni no-profit $ 100.000 ciascuna e prevede di donare $ 500.000 all'anno a enti di beneficenza di Phoenix per 5 anni.
Nel 2019, Booker ha acquistato una casa di 5.590 piedi quadrati (circa 520 metri quadrati) a Paradise Valley, in Arizona, per 3,5 milioni di dollari.
Dal 2020 al 2022 ha avuto una relazione con la supermodella Kendall Jenner.

## Statistiche
| * | Primo nella lega |

### NCAA
| Anno      | Squadra           | PG | PT | MP   | TC%  | 3P%  | TL%  | RP  | AP  | PRP | SP  | PP   |
| --------- | ----------------- | -- | -- | ---- | ---- | ---- | ---- | --- | --- | --- | --- | ---- |
| 2014-2015 | Kentucky Wildcats | 38 | 0  | 21,5 | 47,0 | 41,1 | 82,8 | 2,0 | 1,1 | 0,5 | 0,1 | 10,0 |
| Carriera  | Carriera          | 38 | 0  | 21,5 | 47,0 | 41,1 | 82,8 | 2,0 | 1,1 | 0,5 | 0,1 | 10,0 |

#### Massimi in carriera
- Massimo di punti: 45 (2 volte)[66]
- Massimo di rimbalzi: 7 vs Tennessee (17 febbraio 2015)
- Massimo di assist: 7 vs Boston (21 novembre 2014)
- Massimo di palle rubate: 3 vs Montana State (23 novembre 2014)
- Massimo di stoppate: 1 (2 volte)
- Massimo di minuti giocati: 35 vs Texas A&M (10 gennaio 2015)

### NBA

#### Regular Season
| Anno      | Squadra      | PG  | PT  | MP   | TC%  | 3P%  | TL%  | RP  | AP  | PRP | SP  | PP   |
| --------- | ------------ | --- | --- | ---- | ---- | ---- | ---- | --- | --- | --- | --- | ---- |
| 2015-2016 | Phoenix Suns | 76  | 51  | 27,7 | 46,4 | 34,3 | 84,0 | 2,5 | 2,6 | 0,6 | 0,3 | 13,8 |
| 2016-2017 | Phoenix Suns | 78  | 78  | 35,0 | 44,8 | 36,3 | 83,2 | 3,2 | 3,4 | 0,9 | 0,3 | 22,1 |
| 2017-2018 | Phoenix Suns | 54  | 54  | 34,5 | 46,0 | 38,3 | 87,8 | 4,5 | 4,7 | 0,9 | 0,3 | 24,9 |
| 2018-2019 | Phoenix Suns | 64  | 64  | 35,0 | 46,7 | 32,6 | 86,6 | 4,1 | 6,8 | 0,9 | 0,2 | 26,6 |
| 2019-2020 | Phoenix Suns | 70  | 70  | 35,9 | 48,9 | 35,4 | 91,9 | 4,2 | 6,5 | 0,7 | 0,3 | 26,6 |
| 2020-2021 | Phoenix Suns | 67  | 67  | 33,9 | 48,4 | 34,0 | 86,7 | 4,2 | 4,3 | 0,8 | 0,2 | 25,6 |
| 2021-2022 | Phoenix Suns | 68  | 68  | 34,5 | 46,6 | 38,3 | 86,8 | 5,0 | 4,8 | 1,1 | 0,4 | 26,8 |
| 2022-2023 | Phoenix Suns | 53  | 53  | 34,6 | 49,4 | 35,1 | 85,5 | 4,5 | 5,5 | 1,0 | 0,3 | 27,8 |
| 2023-2024 | Phoenix Suns | 68  | 68  | 36,0 | 49,2 | 36,4 | 88,6 | 4,5 | 6,9 | 0,9 | 0,4 | 27,1 |
| 2024-2025 | Phoenix Suns | 75  | 75  | 37,3 | 46,1 | 33,2 | 89,4 | 4,1 | 7,1 | 0,9 | 0,2 | 25,6 |
| Carriera  | Carriera     | 673 | 648 | 34,4 | 46,4 | 35,4 | 87,3 | 4,0 | 5,2 | 0,9 | 0,3 | 24,4 |
| All-Star  | All-Star     | 3   | 0   | 22,7 | 47,5 | 15,0 | -    | 4,3 | 3,0 | 2,0 | 0,3 | 13,7 |

#### Play-off
| Anno     | Squadra      | PG | PT | MP   | TC%  | 3P%  | TL%  | RP  | AP  | PRP | SP  | PP    |
| -------- | ------------ | -- | -- | ---- | ---- | ---- | ---- | --- | --- | --- | --- | ----- |
| 2021     | Phoenix Suns | 22 | 22 | 40,4 | 44,7 | 32,1 | 90,5 | 5,6 | 4,5 | 0,8 | 0,2 | 27,3  |
| 2022     | Phoenix Suns | 10 | 10 | 36,6 | 45,1 | 43,1 | 88,7 | 4,8 | 4,4 | 0,5 | 0,4 | 23,3  |
| 2023     | Phoenix Suns | 11 | 11 | 41,7 | 58,5 | 50,8 | 86,6 | 4,8 | 7,2 | 1,7 | 0,8 | 33,7* |
| 2024     | Phoenix Suns | 4  | 4  | 41,5 | 49,2 | 35,0 | 95,1 | 3,3 | 6,0 | 1,8 | 0,3 | 27,5  |
| Carriera | Carriera     | 47 | 47 | 40,0 | 48,6 | 38,9 | 89,9 | 5,1 | 5,3 | 1,0 | 0,4 | 28,0  |

#### Massimi in carriera
- Massimo di punti: 70 vs Boston Celtics (24 marzo 2017)[67]
- Massimo di rimbalzi: 13 vs Los Angeles Clippers (20 giugno 2021)
- Massimo di assist: 15 vs Utah Jazz (17 novembre 2023)
- Massimo di palle rubate: 6 (2 volte)
- Massimo di stoppate: 3 (3 volte)
- Massimo di minuti giocati: 55 vs Washington Wizards (22 dicembre 2018)

### Cronologia presenze e punti in Nazionale
| Cronologia completa delle presenze e dei punti in Nazionale - Stati Uniti | Cronologia completa delle presenze e dei punti in Nazionale - Stati Uniti | Cronologia completa delle presenze e dei punti in Nazionale - Stati Uniti | Cronologia completa delle presenze e dei punti in Nazionale - Stati Uniti | Cronologia completa delle presenze e dei punti in Nazionale - Stati Uniti | Cronologia completa delle presenze e dei punti in Nazionale - Stati Uniti | Cronologia completa delle presenze e dei punti in Nazionale - Stati Uniti | Cronologia completa delle presenze e dei punti in Nazionale - Stati Uniti |
| Data                                                                      | Città                                                                     | In casa                                                                   | Risultato                                                                 | Ospiti                                                                    | Competizione                                                              | Punti                                                                     | Note                                                                      |
| ------------------------------------------------------------------------- | ------------------------------------------------------------------------- | ------------------------------------------------------------------------- | ------------------------------------------------------------------------- | ------------------------------------------------------------------------- | ------------------------------------------------------------------------- | ------------------------------------------------------------------------- | ------------------------------------------------------------------------- |
| 25/07/2021                                                                | Saitama                                                                   | Francia                                                                   | 83 - 76                                                                   | Stati Uniti                                                               | Olimpiadi 2020 - Fase a gironi                                            | 4                                                                         | [ 68 ]                                                                    |
| 28/07/2021                                                                | Saitama                                                                   | Stati Uniti                                                               | 121 - 66                                                                  | Iran                                                                      | Olimpiadi 2020 - Fase a gironi                                            | 16                                                                        | [ 69 ]                                                                    |
| 03/08/2021                                                                | Saitama                                                                   | Stati Uniti                                                               | 119 - 84                                                                  | Rep. Ceca                                                                 | Olimpiadi 2020 - Fase a gironi                                            | 5                                                                         | [ 70 ]                                                                    |
| 03/08/2021                                                                | Saitama                                                                   | Spagna                                                                    | 81 - 95                                                                   | Stati Uniti                                                               | Olimpiadi 2020 - Quarti di Finale                                         | 9                                                                         | [ 71 ]                                                                    |
| 05/08/2021                                                                | Saitama                                                                   | Stati Uniti                                                               | 97 - 78                                                                   | Australia                                                                 | Olimpiadi 2020 - Semifinale                                               | 20                                                                        | [ 72 ]                                                                    |
| 07/08/2021                                                                | Saitama                                                                   | Francia                                                                   | 82 - 87                                                                   | Stati Uniti                                                               | Olimpiadi 2020 - Finale                                                   | 2                                                                         | [ 73 ]                                                                    |
| 11/07/2024                                                                | Las Vegas                                                                 | Stati Uniti                                                               | 86 - 72                                                                   | Canada                                                                    | Amichevole                                                                | 9                                                                         | [ 74 ]                                                                    |
| 15/07/2024                                                                | Abu Dhabi                                                                 | Stati Uniti                                                               | 98 - 92                                                                   | Australia                                                                 | Amichevole                                                                | 16                                                                        | [ 75 ]                                                                    |
| 17/07/2024                                                                | Abu Dhabi                                                                 | Stati Uniti                                                               | 105 - 79                                                                  | Serbia                                                                    | Amichevole                                                                | 3                                                                         | [ 76 ]                                                                    |
| 20/07/2024                                                                | Londra                                                                    | Stati Uniti                                                               | 101 - 100                                                                 | Sudan del Sud                                                             | Amichevole                                                                | 5                                                                         | [ 77 ]                                                                    |
| 22/07/2024                                                                | Londra                                                                    | Stati Uniti                                                               | 92 - 88                                                                   | Germania                                                                  | Amichevole                                                                | 3                                                                         | [ 78 ]                                                                    |
| 28/07/2024                                                                | Lilla                                                                     | Serbia                                                                    | 84 - 110                                                                  | Stati Uniti                                                               | Olimpiadi 2024 - Fase a gironi                                            | 12                                                                        | [ 79 ]                                                                    |
| 31/07/2024                                                                | Lilla                                                                     | Stati Uniti                                                               | 103 - 86                                                                  | Sudan del Sud                                                             | Olimpiadi 2024 - Fase a gironi                                            | 10                                                                        | [ 80 ]                                                                    |
| 03/08/2024                                                                | Lilla                                                                     | Porto Rico                                                                | 83 - 104                                                                  | Stati Uniti                                                               | Olimpiadi 2024 - Fase a gironi                                            | 9                                                                         | [ 81 ]                                                                    |
| 06/08/2024                                                                | Parigi                                                                    | Brasile                                                                   | 87 - 122                                                                  | Stati Uniti                                                               | Olimpiadi 2024 - Quarti di Finale                                         | 18                                                                        | [ 82 ]                                                                    |
| 08/08/2024                                                                | Parigi                                                                    | Stati Uniti                                                               | 95 - 91                                                                   | Serbia                                                                    | Olimpiadi 2024 - Semifinale                                               | 6                                                                         | [ 83 ]                                                                    |
| 10/08/2024                                                                | Parigi                                                                    | Francia                                                                   | 87 - 98                                                                   | Stati Uniti                                                               | Olimpiadi 2024 - Finale                                                   | 15                                                                        | [ 84 ]                                                                    |
| Totale                                                                    |                                                                           | Presenze                                                                  | 17                                                                        |                                                                           | Punti                                                                     | 162                                                                       |                                                                           |

## Palmarès

### Nazionale
- Oro olimpico: 2

Tokyo 2020
Parigi 2024

### Individuale
- McDonald's All-American Game (2014)
- NBA All-Rookie First Team (2016)
- All-NBA Team: 2

First Team: 2022
Third Team: 2024
- All-Seeding Team: 1

First Team: 2020
- NBA Three-point Shootout (2018)
- NBA All-Star Game: 4

2020, 2021, 2022, 2024